# Caenoncopus cuspidatus
Espèce
Synonymes
- Oncopus cuspidatus Schwendinger, 1992

Caenoncopus cuspidatus est une espèce d'opilions laniatores de la famille des Sandokanidae.

## Distribution
Cette espèce est endémique de Sumatra en Indonésie. Elle se rencontre dans le kabupaten de Langkat et le parc national du Gunung Leuser.

## Description
Le mâle holotype mesure 4,1 mm et le mâle paratype 3,6 mm.
Les mâles mesurent de 3,65 à 4,51 mm et les femelles de 3,59 à 4,39 mm.

## Systématique et taxinomie
Cette espèce a été décrite sous le protonyme Oncopus cuspidatus par Schwendinger en 1992. Elle est placée dans le genre Caenoncopus par Martens et Schwendinger en 1998.

## Publication originale
- Schwendinger, « New Oncopodidae (Opiliones, Laniatores) from Southeast Asia », Revue Suisse de Zoologie, vol. 99, no 1,‎ 1992, p. 177-199 (lire en ligne).